# Nagykovácsi
Nagykovácsi (vyslovováno [naďkováči], německy Großkowatsch) je velká obec v Maďarsku v župě Pest, spadající pod okres Budakeszi. Nachází se asi 3 km severozápadně od Budapešti. V roce 2015 zde žilo 7 255 obyvatel. Dle údajů z roku 2011 tvoří 85,6 % obyvatelstva Maďaři, 3,3 % Němci, 0,2 % Srbové, 0,2 % Romové a 0,2 % Poláci.
Jedinou sousední obcí je vesnice Remeteszőlős.